# 日高マリア
日高 マリア（ひだか まりあ、1983年3月31日 - ）は、日本の元AV女優。

## 略歴
2002年にビデオメーカー・桃太郎映像出版の専属女優としてAVデビュー。
現在は引退している。

## 出演作品

### アダルトビデオ
2002年
- 私立桃色女学園（1月23日、桃太郎映像出版）
- 体感ファック if…5 （4月12日、桃太郎映像出版）
- 学校の猥談 2 極悪!桃太郎工業高校（5月2日、桃太郎映像出版）
- Double! （6月12日、桃太郎映像出版）
- 不思議レストラン 行列のできる洋食屋さん秘密のかくし味は、実はわたしの○○○○。 （6月20日、桃太郎映像出版）
- ビー・ジーン 16 （7月19日、桃太郎映像出版）
- 家庭教師（10月2日、桃太郎映像出版）
- ブレイクキッズ 11（10月4日、桃太郎映像出版）
- インターネット生ライブ（10月5日、桃太郎映像出版）
- 体感ファック if…　chapter X 拉致監禁（12月20日、桃太郎映像出版）

2003年
- お尻と性器 10 （1月10日、ワンズファクトリー）
- ぶっかけ （1月17日、桃太郎映像出版）
- 斎藤修の女を10倍激しく感じさせる方法 （1月21日、ケイ・エム・プロデュース）
- スーパー女塾 （1月25日、KUKI）
- Sex Doll 2 Love Session （1月28日、h.m.p）
- コスプレックス 3 （2月7日、桃太郎映像出版）
- メガネっ娘11人 （2月7日 TMA）
- 女子校生ペット （2月20日、GLAY'z）
- 名門 ブルマ部 （2月20日、ナチュラルハイ）
- Be Max 4時間 （2月21日、グラスワンソフトウェア）
- コスプレマニア メイド淫マリア 奥のドンまでぶっこんで （3月21日、アリウス）
- 禁断の性長日記 （4月1日、ワンズファクトリー）
- Sweet♥Heart 3 ～そして友情編～ （4月24日、グラスワンソフトウェア）
- 夏祭り! 第2回 ゆかた美人大集合 6 （6月6日、桃太郎映像出版）
- OLのお仕事 （7月11日、ピエロ）
- 24人のカリスマアイドル3 （7月25日、ケイ・エム・プロデュース）
- DENIM 02 （9月4日、ドリームチケット）
- DELI*GAL （9月4日、ドリームチケット）
- 義妹の部屋♥ 03 （11月7日、ドリームチケット）

2004年
- 強制M女 （2月7日、プレステージ）
- 徹底連続アクメ興奮映像 （3月5日、プレステージ）
- THE ボード DE ゲーム （11月19日、グラスワンソフトウェア）

2005年
- 月刊 人妻麗女 （2月20日、ネクストイレブン）

2006年
- 幼妻はザーメン中毒 （10月25日、イマージュ）…オムニバス作品

発売日不明
- ゴリラ的厳選スペシャル! オムニバス作品

他